# Eriogaster catax
Eriogaster catax là một loài bướm đêm thuộc họ Lasiocampidae. Loài này có ở Áo, Bỉ, Bulgaria, Cộng hòa Séc, Đức, Hungary, Ý, Hà Lan]], Ba Lan, Serbia và Montenegro, Slovakia, và Tây Ban Nha.
Sải cánh dài 14–17 mm.
Ấu trùng ăn các loài Crataegus, Quercus, Betula, Populus, Prunus và Berberis.